# George King (botânico)
Sir George King (1840 — 1909) foi um botânico britânico.
Como superintendente, dirigiu o jardim botânico de Calcutá, Índia, em  1871, e foi o primeiro diretor  do Serviço de Pesquisa Botânica da Índia, a partir de 1890. O Rei concedeu-lhe a  Medalha linneana em 1901.

## Algumas publicações
- * King, G. 1887. "Part 2. Natural history". Journal of the Asiatic Society of Bengal 55 (2): 407